# Remix na lajcie
Remix na lajcie – dwudziesty trzeci album zespołu Boys wydany w grudniu 2008 roku w firmie fonograficznej Green Star.
Płyta jest reedycją albumu Na lajcie na której znajdują się nowe aranżacje piosenek z tego albumu oraz innych piosenek zespołu Boys.

## Lista utworów
1. Będę myślał o tobie (Libertus remix) - 4:20 (Muzyka i słowa: Marcin Miller)
2. Niebo w gębie (Libertus remix) - 4:10 (Muzyka i słowa: Marcin Miller)
3. Dobrze wiem (Libertus remix) - 5:53 (Muzyka i słowa: Marcin Miller)
4. Będzie dobrze (Libertus remix) - 4:23 (Muzyka i słowa: Marcin Miller)
5. Krótka historia o miłości (Libertus remix) - 5:42 (Muzyka i słowa: Marcin Miller)
6. Jeszcze jeden pocałunek (VanFire remix) - 4:21 (Muzyka i słowa: Marcin Miller)
7. Odpowiedz mi (VanFire remix) - 3:48 (Muzyka: twórcy ludowi; Słowa: Marcin Miller)
8. Dawaj z nami (DJ Velu remix) - 3:20 (Muzyka i słowa: Marcin Miller)
9. Szalona (VanFire remix) - 4:26 (Muzyka: Janusz Konopla; Słowa: Janusz Konopla, Marcin Miller)
10. Jesteś a nie ma cię (VanFire remix) - 3:37 (Muzyka i słowa: Marcin Miller)
11. Już mam cię dość (Libertus remix) - 4:32 (Muzyka i słowa: Marcin Miller)
12. Bujajcie z nami (DJ Velu remix) - 3:15 (Muzyka i słowa: Marcin Miller)
13. My w koszarach (VanFire remix) - 3:42 (Muzyka i słowa: twórcy ludowi)
14. Miłość na przystanku (Libertus remix) - 4:30 (Muzyka i słowa: Marcin Miller)
15. Figo-Fago (Q-Bass dirty rap mix) - 4:13 (Muzyka i słowa: Marcin Miller)
16. Biba-Czerwonka (Czerwonka Dirty Ace remix) - 4:40 (Muzyka i słowa: Marcin Miller)
17. Bujajcie z nami (Languard remix) - 3:53 (Muzyka i słowa: Marcin Miller)
18. Biba-Nuklearna Rozpierducha(DJ Bronx remix) - 5:36 (Muzyka i słowa: Marcin Miller)

## Aranżacje utworów
- Grzegorz Stromski (Libertus) - 1, 2, 3, 4, 5, 11, 14
- Piotr Kiełczykowski (VanFire) - 6, 7, 9, 10, 13
- Robert Krużyński vel. Kruszewski (DJ VELU) - 8, 12
- Q-Bass - 15
- DJ Languard - 17
- Tomasz Sidoruk - 16
- Janusz Bronakowski (DJ Bronx) - 18